# Epinephelus tuamotuensis
Epinephelus tuamotuensis es una especie de peces de la familia Serranidae en el orden de los Perciformes.

## Morfología
Los machos pueden llegar alcanzar los 66 cm de longitud total.

## Distribución geográfica
Se encuentra en las islas Tuamotu y Pitcairn.